# Irena Huml

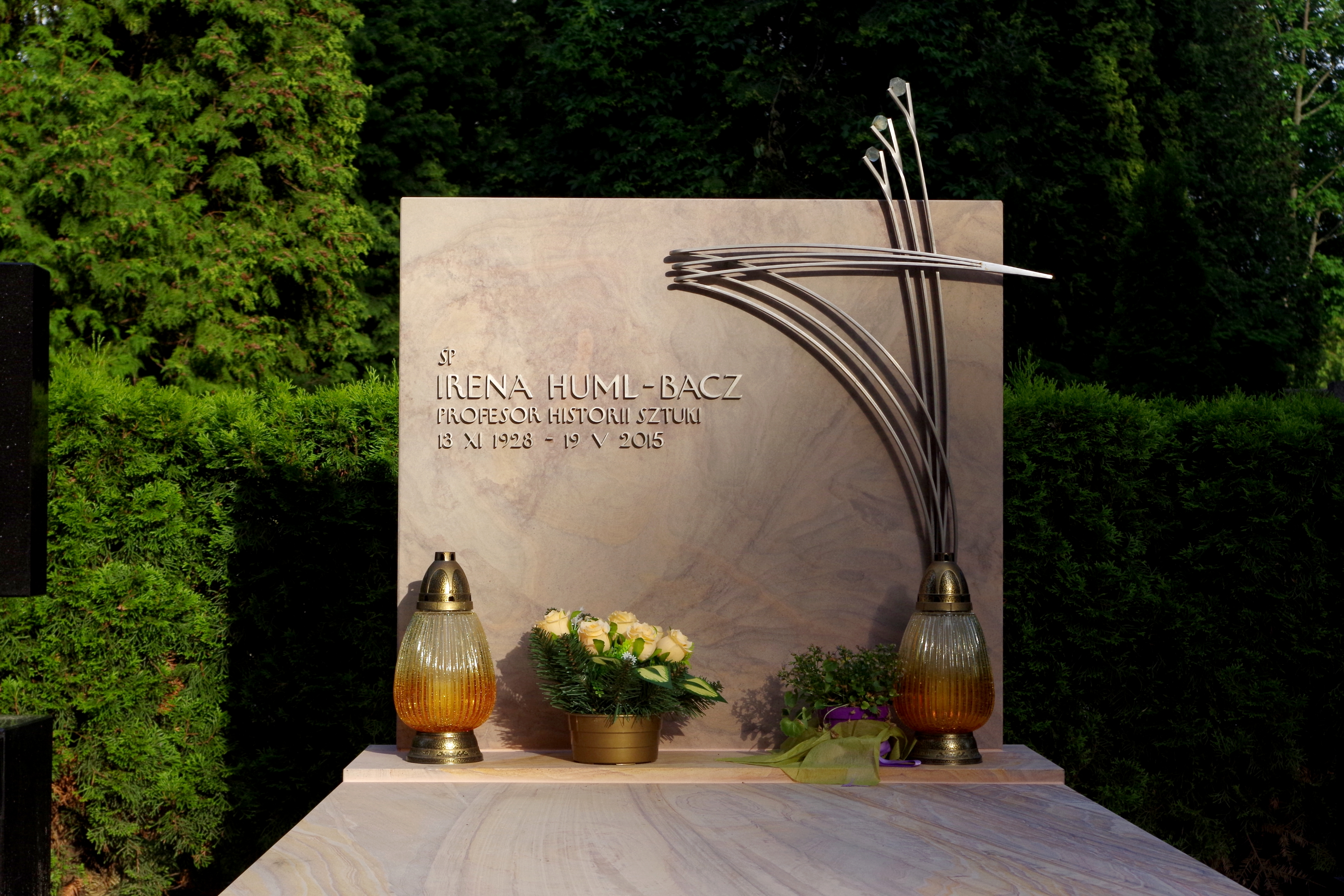
Grób prof Ireny Huml-Bacz na Cmentarzu Wojskowym na Powązkach w Warszawie

Irena Zofia Huml-Bacz (ur. 13 listopada 1928 w Warszawie, zm. 19 maja 2015) – polska historyk sztuki, krytyk, profesor nauk humanistycznych (1990), członkini Stowarzyszenia Historyków Sztuki (1954).
Irena Huml ukończyła studia w Instytucie Historii Sztuki na Wydziale Historycznym Uniwersytetu Warszawskiego w 1957. W pracy zawodowej związana była m.in. z Instytutem Sztuki PAN oraz ze Szkołą Wyższą im. Pawła Włodkowica. Zajmowała się m.in. architekturą wnętrz i rzemiosłem artystycznym.

## Sylwetka
Prowadziła prekursorskie badania nad sztuką użytkową od przełomu XIX i XX w. po czasy współczesne. Jako jedna z pierwszych podejmowała temat polskiego rzemiosła artystycznego, designu, tkaniny artystycznej, biżuterii, ceramiki i szkła artystycznego. Recenzowała działalność polskich artystów plastyków, przyczyniając się do rozwoju i propagowania ich twórczości w Polsce i na arenie międzynarodowej.
Jako badacz i autor pozostawiła publikacje książkowe i ponad 600 artykułów naukowych. Prace na temat sztuki stosowanej i architektury wnętrz XX w., studia naukowe, artykuły biograficzne, opracowania problemowe, recenzje, wstępy do katalogów z wystaw krajowych i zagranicznych, indywidualnych i zbiorowych weszły do kanonu literatury fachowej.
Będąc autorytetem w dziedzinie sztuki współczesnej, brała udział, a także przewodniczyła obradom jury międzynarodowych i krajowych konkursów twórczości plastycznej, m.in.:
- Międzynarodowego Triennale Tkaniny w Łodzi
- I Międzynarodowego Biennale Artystycznej Tkaniny lnianej w Krośnie
- Konkursu ULAN
- Międzynarodowych Targów Gdańskich
- Ogólnopolskiego Przeglądu Form Złotniczych SREBRO
- Międzynarodowego Konkursu Sztuki Złotniczej

Od początku swojej kariery naukowej związana była z Instytutem Sztuki PAN, gdzie oprócz własnej pracy naukowo-badawczej przez ponad trzydzieści lat (1981–2014) prowadziła, cieszące się uznaniem, seminaria doktoranckie w zakresie architektury wnętrz, rzemiosła artystycznego i designu. Jako pedagog przygotowała do pracy badawczej i wypromowała nowe pokolenia doktorów Historii Sztuki w Instytucie Sztuki PAN.

## Życiorys naukowy
W roku 1949 uzyskała maturę i 29 września 1949 rozpoczęła studia historii sztuki na Wydziale Humanistycznym Uniwersytetu Warszawskiego wg dwuetapowego systemu. 11 listopada 1953 uzyskała dyplom I stopnia (zawodowy) w zakresie historii sztuki. 7 maja 1957 ukończyła II stopień studiów wyższych uzyskała tytuł magistra historii sztuki na Wydziale Historycznym i Uniwersytetu Warszawskiego. Jej praca dyplomowa „Twórczość plastyczna Wojciecha Jastrzębowskiego” pod kierunkiem prof. Juliusza Starzyńskiego została opublikowana w pracy zbiorowej „Z zagadnień plastyki polskiej w latach 1918–1938” pod redakcją prof. J. Starzyńskiego.
28 stycznia 1970 otrzymała tytuł doktora nauk humanistycznych (praca monograficzna „Warsztaty Krakowskie”). Stopień doktora habilitowanego otrzymała 20 grudnia 1979 (rozprawa „Polska Sztuka Stosowana XX w.”). W 1990 uzyskała tytuł profesora nadzwyczajnego, a 1 października 1992 profesora zwyczajnego.

## Praca zawodowa
W 1953 podjęła pracę jako młodszy pracownik naukowy w Państwowym Instytucie Sztuki (przekształconym w Instytut Sztuki Polskiej Akademii Nauk), w Pracowni Ikonograficznej. W 1958 została starszym asystentem w IS PAN, od 1 października 1962 pracowała jako asystent w Pracowni Sztuki Współczesnej Dokumentacji Naukowej w IS PAN, od 28 września 1967 na stanowisku adiunkta dokumentacji naukowej IS PAN, a od 8 października 1970 adiunkta w Zakładzie Historii i Teorii Sztuk Plastycznych w IS PAN.
Od stycznia 1972 pełniła funkcję Sekretarza Rady Naukowej IS PAN, a 31 marca 1981 została powołana na członka Rady Naukowej IS PAN. 27 października 1983 została przewodniczącą Komisji Oceny i Odbioru Prac Naukowo-Badawczych IS PAN. W latach 1976–1979 kierowała Pracownią Rzemiosła Artystycznego. 1 sierpnia 1981 została powołana na stanowisko docenta w IS PAN. W latach 1992–1998 sprawowała funkcję kierownika Pracowni Dokumentacji Plastyki Współczesnej.
15 października 1997 została mianowana na stanowisko Profesora Instytutu Sztuki PAN i powierzono jej kierowanie Zespołem Badań Środowisk Artystycznych.

## Dorobek naukowy

### Najważniejsze publikacje
- „Twórczość Wojciecha Jastrzębowskiego” (praca magisterska) w: „Z Zagadnień plastyki polskiej 1918- 1939” (pod red. J. Starzyńskiego), 1963
- „Magdalena Abakanowicz” w: „Współczesna sztuka polska”, 1981
- „Polish Art Déco, the style of independence” w: „The Art of the 1900”, 1991

### Publikacje książkowe
- „Warsztaty krakowskie”, 1973 (praca doktorska) – Książka Roku 1973, wyróżnienie w konkursie im. W. Rzymowskiego, 1973
- „Polska sztuka stosowana XX w.”, 1978 (rozprawa habilitacyjna)
- „Współczesna tkanina polska”, 1989
- „Olgierd Szlekys i sztuka wnętrza”, 1993
- „Polska sztuka dekoracyjna”, 1995
- „Sztuka przedmiotu – przedmiot sztuki”, 2003
- „Warsztaty krakowskie”, 2. Wydanie uzupełnione, poprawione, ASP Kraków 2009
- „Ars argenti”, 2014

### Inne publikacje
18 broszur, m.in. „Władysław Wincze (twórca i pedagog)”, 1994
Opracowanie biogramów do słowników, m.in.:
- „Polski słownik biograficzny”, 1965–1983
- „Słownik artystów polskich IS PAN”, 1971–1978
- „Słownik Artystów Polskich ZPAP”
- „Encyklopedia PWN”, 1987–1989
- „Allgemeines Kunstlerlexikon”

### Współpraca z czasopismami specjalistycznymi
- „Projekt”
- „Przegląd Artystyczny”
- „Sztuka”
- „Die Kunst”
- „Textilkunst”
- „Text Textil”
- „Art and Business”

## Wystawy
Organizatorka i kuratorka wystaw, m.in.:
- „Portrety Stanisława Ignacego Witkiewicza” w Warszawie w 1955
- „Gobeliny Heleny i Stefana Gałkowskich” Warszawa, 1961
- Wystawy prac Andrzeja Ciechomskiego, Stanisława Skóry i Jadwigi i Jerzego Zaremskich w Warszawie, 1962,
- Pierwszej wystawy sztuki secesyjnej w Polsce (m.in. wraz z Andrzejem K. Olszewskim, Michałem Grabowskim) w Muzeum Mazowieckim w Płocku w 1967
- Henryka Grunwalda w Kazimierzu nad Wisłą, 1970 oraz wielu innych
- Współorganizatorka, opiekunka merytoryczna Muzeum Mazowieckiego w Płocku oraz Muzeum Włókiennictwa w Łodzi
- Inicjatorka i wykonawczyni sprowadzenia ze Szkocji do Polski kolekcji dzieł sztuki ofiarowanych przez gen. Józefa Zająca i jego małżonkę dla Muzeum Górnośląskiego w 1957

## Działalność dydaktyczna
Działalność dydaktyczną zapoczątkowały wykłady na „Studium Wiedzy o Sztuce” dla nauczycieli, organizowanym przez CBWA „Zachęta”. W latach 1981–2014 Irena Huml prowadziła seminarium doktorskie w IS PAN (1981–2014) „Architektura wnętrz i rzemiosło artystyczne”, a w latach 1997–2007 zajęcia na kierunku Historia Sztuki w Szkole Wyższej im. Pawła Włodkowica w Płocku.

## Działalność społeczna
Irena Huml należała do:
- ZNP – w latach 1953–1980
- Stowarzyszenia Historyków Sztuki – od 1954
- Klubu Ceramiki i Szkła – w latach 1977–1979
- Międzynarodowej Rady Muzeów – w latach 1965–1980
- European Textil Network – w latach 1990–1995
- Ligi Kobiet
- Była przewodniczącą Komisji Socjalnej w IS PAN

## Nagrody i odznaczenia
Za zasługi dla kultury polskiej została uhonorowana licznymi odznaczeniami:
- Odznaką „Zasłużony Działacz Kultury”, 1975
- Złotym Krzyżem Zasługi, 1979
- Złotą Odznaką Honorową za Zasługi dla Miasta st. Warszawy, 1980
- Krzyżem Kawalerskim, 1986
- Nagrodą Towarzystwa Wydawców Książek, 1996
- Krzyżem Oficerskim Orderu Odrodzenia Polski, 1999
- odznaką „Zasłużony dla Legnicy”, 2000
- srebrnym orderem Gloria Artis, 2011

## Życie prywatne
Irena Huml była najmłodszym z trojga dzieci Lotara Tadeusza Humla (1894–1971), przedwojennego oficera Wojska Polskiego i Zofii z Baryckich (1888–1989). Siostra, Stanisława Gałkowska (1921–2014) była absolwentką wydziału matematyki UW, a brat Witold (1923–2012), członek AK, był więźniem Oświęcimia, a po wyzwoleniu osiadł w Londynie. Pierwszym mężem Ireny Huml był Andrzej Jan Bacz (1934–2008), z którym wstąpiła w związek małżeński 20 grudnia 1958. Z tego małżeństwa, w 1962, urodziła się jedyna córka Justyna Bacz-Kazior. Po rozwodzie w 1966 Irena Huml-Bacz pozostawała w związku z profesorem Michałem Godlewskim. Wnuki Stanisław Maciej Kazior (ur. 1987) oraz Mikołaj Aleksander Kazior (ur. 1988), prawnuczka Pola Alicja Kazior, c. Stanisława (ur. 2014).
Córką Ireny Huml jest Justyna Bacz.
Irena Huml spoczywa w Alei Zasłużonych Cmentarza Wojskowego na warszawskich Powązkach (kwatera G-tuje-15).